# 刘君良
刘君良（?—?），唐朝瀛州饶阳县（今河北省饶阳县）人。
刘君良世代同居，兄弟虽至四从（同一五世祖），都像一母所生，门内斗粟尺帛无所私。大业末年，天下饥馑，刘君良妻劝他分家，于是偷取庭树上的鸟雏，交叉放置在诸巢中，令群鸟斗鸣。举家感到奇怪，其妻于是说：“方今天下大乱，争斗之秋，禽鸟尚不能相容，何况于人！”刘君良同意了。分家后一月有余，方知是其妻之计。刘君良于是斥责妻子，召昆弟哭告，连夜弃妻，还是与诸兄弟同居一处，情契如初。天下大乱，乡人数百家依附刘家筑堡，号为义成堡。武德七年（624年），深州别驾杨弘业到他家，见到有六个院子，只有一个厨房，子弟数十人，都有礼节，感叹而去。贞观六年（632年），唐太宗下诏旌表他的家门。

## 延伸阅读
[在维基数据编辑]
 《舊唐書·卷188》，出自刘昫《舊唐書》
 《新唐書·卷195》，出自《新唐書》